# Paratorcus
Paratorcus är ett släkte av skalbaggar. Paratorcus ingår i familjen vivlar.
Kladogram enligt Catalogue of Life:
| Paratorcus | \| \| Paratorcus quadrifer \| \| \| \| |
|            | \| \| Paratorcus quadrifer \| \| \| \| |
|            | Paratorcus quadrifer                   |
|            |                                        |